# MAN Lion’s City G
MAN Lion’s City G – niskopodłogowy, przegubowy autobus miejski, produkowany od 2004 roku przez niemiecki koncern MAN w Salzgitter i w Polsce, w fabryce w Starachowicach a niegdyś także w Sadach koło Poznania – MAN Bus. Nazwa typu uzależniona jest od mocy, jaką charakteryzuje się zastosowany w pojeździe silnik i tak odpowiednio występują: NG313 (silnik MAN D2066LUH12/22, 310 KM), NG323 (silnik MAN D2066LUH42, 320 KM), NG353 (silnik MAN D2066LUH13/23, 350 KM) i NG363 (silnik MAN D2066LUH48, 360 KM).

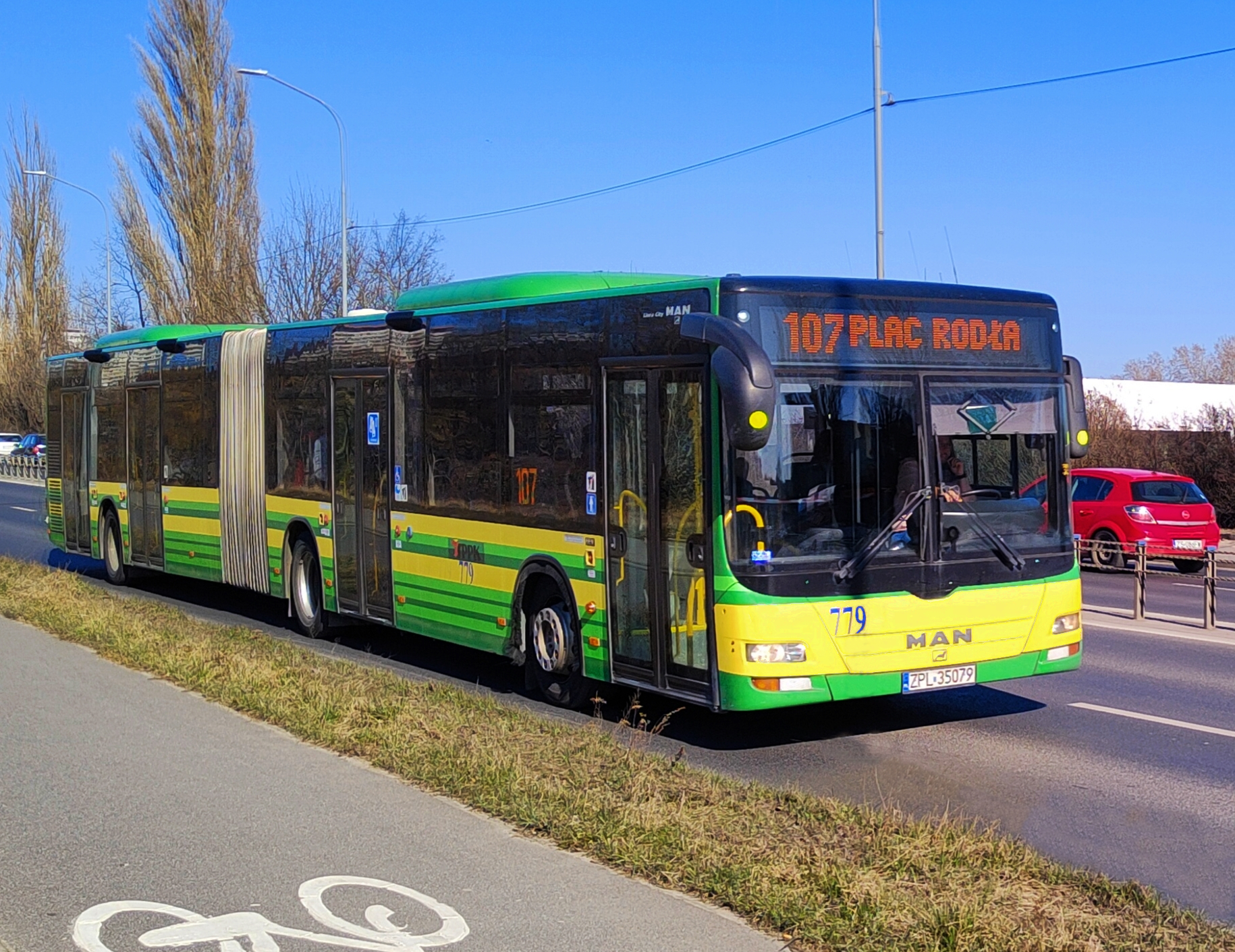
MAN NG323 Lion’s City Szczecińsko-Polickiego Przedsiębiorstwa Komunikacyjnego